# Leptanilla thai
Leptanilla thai (лат.) — вид мелких муравьёв рода Leptanilla из подсемейства Leptanillinae (Formicidae). Юго-Восточная Азия.

## Распространение
Встречается в Юго-Восточной Азии: Таиланд.

## Описание
Мелкого размера муравьи с 12-члениковыми усиками (длина тела около 2 мм), отличающиеся белыми отметинами на переднем части головы. Рабочие особи слепые (сложных глаз нет). Жвалы с 3 зубцами. Тело покрыто редкими короткими волосками. Голова длиннее своей ширины, боковые края немного выпуклые. Длина головы (HL) 0,37 мм, ширина головы (HW) 0,31 мм. Усиковые валики и усиковая булава отсутствуют, место прикрепления антенн открытое и расположено около переднего края головы. Скапус усиков короткий (короче головы). Метанотальная бороздка отсутствует. Стебелёк между грудкой и брюшком состоит из двух узловидных члеников (петиоль и постпетиоль). Жало развито. Близок к видам Leptanilla hypodracos и L. clypeata, у которых клипеус выступает вперёд. Вид был описан в 1977 году итальянским мирмекологом Ч. Барони Урбани, а его валидный статус был подтверждён в ходе ревизии в 2016 году сингапурским мирмекологом Марком Вонгом (Mark K.L. Wong, National Parks Board, Сингапур) и гонконгским энтомологом Benoit Guénard (The University of Hong Kong, Гонконг, Китай).